# Šabačke kafane
U Šapcu je između dva svetska rata radilo preko 130 kafana. I pre rata svaki sokak je imao po jednu kafanu. Kafane su mesto društvenog života i kulture. U njima su biblioteke, drustveni klubovi, klasični podijumi i pijanke. Kao po postojbini kafe, drevnom kraljevstvu Sabe, i Šabac je prednjačio u hanovima i kafanama.

### Kasina
Kasina je kafana Pravitelstvene ulice, sa uličnom baštom i bioskopom. U Kasini je po pričanju Mladena St. Djuričića ispevana pesma "Rod rodila kruska ranka pod Milošićem", a po uveravanju tekst je 
sastavio Milan Šanića, unuk lepe Šane, koji se i pominje u dopevima te pesme.
Prva bioskopska predstava u Šapcu prikazana je u kafani 1911, dakle povodom stogodisnjice Boja na Mišaru, i zvala se baš tako, Život i dela besmrtnog vožda Karađorđa, u kojem je ulogu igrao Karadjordja igrao Šapčanin Milorad Petrović a režirao Čiča Ilija Stanojević.

### Evropa
Evropa je evropski salon u Šapcu. Sagradjena sedamdesetih godina XIX veka, po ugledu na moderne 
zapadne salone, imala je visoke salonske prozore, mermerne kockarske stolove (takozvane tablanete),
klavirom, hotelskim sobama. Evropa je kafana u kojoj su se kockali bogati mačvanski trgovci, nakon
poslova na Velikoj pijaci i Bairu. (Pošto je se i sama nalazila na Velikoj pijaci).
U Evropu je voleo da svraća kralj Milan, i da se kocka sa Mačvanima, tako da su jednom prilikom Mačvani zbog nerešenog kockarskog duga ukrali čiviju kralju.
Kao kafana naslanja se Zirovni venac, dvospratni hotel, a ova je u neposrednom susedstvu Više kraljevske ženske škole, iste one u kojoj je Isiodora Sekulić dobila srpsko državljanstvo.
Srušena za vreme Prvog svetskog rata (kada je sa savskih ratnih brodova sravljen Šabac), Evropa
se obnavlja na mestu nekadašnjeg Žirovnog venca, ali kao jednospratni salon na glagol.

### Hotel Pariz
Hotel Pariz je salon podignut u drugoj polovini XIX veka. Salon na dve vode, sa zarubljenim kalkanima, mansardom, zelenom baštom (u vidu kvadratnog prostornog vrta), bioskopskom salom, pozornicom, bifeom, i letnjim belvederom.
Pariz u delu zelenog vrta, koga su ukrašavali cvećnaci i žbunovi stilizovanog oblika, ima i natkriljeni prostor, takodje sa stolovima, panoima i drugim.
Najznačajniju celinu predstavljaju bife i spoljnja bašta. Kafana Pariz je klub oficira i podoficira. U njemu svraju Cicvarići.
Kafana Pariz je takodje druga kuća boema i pesnika.
U njemu stihove piše Vojislav Ilić Mladji (sa posvetom U Parizu Srpkom Verdenu).
Pariz prima kraljeve, delegacije, ministre, atašee. Izmedju dva rata u njemu će pevati Sofka Nikolić, Milan Timotijević, Bora Janjić. Svirana je klavirska, vokalna, operska i klasična muzika. Medjutim u njemu se najbolje opija uz patriotske pesme Cicvarića.
U njemu su se naravno dešavale i čivijaške šale. Na primer jednom prilikom je šabački list Čivija
objavio pesmu u kojoj Načelnik šeta sa žirado šeširom Savom i obljubljuje žene. Na to je žena šabačkog načelnika dopala u Pariz i počela da razbacuje stolice pred gospodinom Grdaničkim, tadašnjim urednikom Čivije, gde zamalo nije došlo do obračuna. Korpulentna Načelnikovica je tražila satisfakciju.
U njemu su slavljeni rodjendani kraljice Natalije, pa bi svi bili osudjivani na zatvor, ali niko
nije išao.

### Devet direka
Devet direka je jedna od najpoznatija kafana iz atavističkog doba Šapca. Gradjena je kao konak kneza Stanka i tako se zvala sve do druge polovine XIX veka. Novi naziv je dobila po devet direka koji su podupirali kafane. Šapčani nisu mogli da izdrže a da je ne nazovu i Jedanaest direka, dodajući i dva stuba ulične rasvete. Devet direka je značajna istorijska kafana, i jedna od najznačajnijih kafana u Srbiji.
U njoj su uredjivanje novine, nalazila se neformalna redakcija Šabačkog glasnika, sklapani su poslovi, sa Mačvanske pijace i trga (koji se zvao Mačvanski trg). Donji deo knez Stankovog konaka
odredjen je za kafanu, za goste i lumperaj. Na drugom delu prizemlja je piljarnica (koja gleda ka
Mačvanskoj pijaci). Na Gornjem boju su hotelske sobe.
Na mestu Devet direka ce 1934. biti podignut hotel Jugoslavija od strane Ace Kneževica, potomka čuvenog Todora Kneževića, jednog od trojice izdašnih šabačkih trgovaca iz pesme Pošetali šabački trgovci.
Hotel Jugoslavija je radjena u visokim staklima, kao salon Evropa i kafana Amerika.
Kafana „Kod devet direka“ je najstarija kafana u Šapcu, radila je od 1864. do 1928. godine.

### Kafana kod lepe Keje
Kafana Ilije Božovića bila je bila poznata po tome sto je bila prvi magijski salon u Srbiji.
Ilija Božović je znao da uveseljava goste mađioničarskim trikovima, proizvođenjem zlatnika iz ničega ili pretvaranjem marjaša u groševe. Kafana koja je imala svog službenog mađioničara, a
uz vino gosti su mogli slušaju najnovija dešavanja u čaršiji.
Kafana nazvana po konobarici Lepoj Keji, nalazila se u ondašnjem "kafanskom" šoru na Kamenjaku.

### Gradska pivnica
Kafana u kojoj su svirali Cicvarići, ostala je upamćena po angdoti kada su vodili uglednog kompozitora i horovođu Jozefa Tolingera da čuje neposredno izvođenje Cicvarića. Tolinger je uporno odbijao da prihvati činjenicu da nekakav autohtoni orkestar može da ima druge kvalitete sem kafanskog.
Posle provedene večeri, Tolinger je promenio mišnjenje hvaleći pre svega kvalitet violina u orkestru.

### Tešmanovića kafana
Šabac je imao pre svega značajne trgovačke kafane u kojima su se sklapali poslovi i proslavljali poslovni uspesi. Život u Šapcu je naročito aktuelan 15. maja i 21. semptembra. Prvi datum se odnosio na izvoz svinja i palocija iz Mačve i ostatka Zapadne Srbije za Austo-Ugarsku, drugi na izvoz šljiva i žita. Na Donjem šoru su se nalazile kafane Šopron, Tešmanovića han, Zlatni Prag, Slavija, Šaran, Beli orao. Šopron po glavnom mestu za ondašnji izvoz svinja.
T. Tešmanović bio je od sinova čuvenog Tešmana Soldatovića, trgovca svinjama iz Bastava, iz vremena kad je još ostalo upamćena izreka „Plaća kao Tešman svinje“.
Agenti i trgovački pomoćnici su tokom godine ugovarali posao sa stočarima iz okolnih sela, svako za svoj rejon, a onda bi svako sa svoje strane krenuo sa generacijom svinja, dakle odgovarajućim palocijama ka Šapcu. Usput su stajali kod odredjenih domaćina, na takozvanim štacijama a stočari bi za prodata grla dobijali obilete. Obileti su bili neka vrsta priznanica, za naplatu po izvozu.
Skele za trgovinu su se otvarale svega dve sedmice, i vrhunac trgovačke sezone u Šapcu bio je dakle
po zaključenju svih poslova, 15. maja.
Upravo u to vreme kafane su igrale odlučujuću ulogu, medju kojima i Tešmanovića kafane.

### Velika gostionica
Velika gostionica se nalazila na Savskoj agenciji, u zgradi šabačke Djumurkane gde je ujedno bilo istajalište fijakera. Putnici i veliki šabački trgovci i izvoznici su bili najčešći gosti ovi prestižne kafane. Kafana je imala smisao čekaonice ali i prestižne boemske ekspoziture.
Od Velike gostionice polazio je Djumručki sokak sve do Baira, a odatle bi nastavljale da idu
dvorišta velikih trgovaca.

### Stotina kafana
U XIX i sa početka XX veka Šabac je bio grad sa najvećim brojem kafana po glavi stanovinika!
Šabac je imao preko sto kafana, na svakih sto Šapčana dolazila je jedna kafana. Bilo je gradova sa velićim brojem kafana, ali ne i sa toliko kafana prema broju stanovnika.
Ovde je spisak devedeset kafana: 
Velika kasina, Beli krst, Zlatni jelen, Zeleni venac, Sopronj, Šopron, Bikić, Baka, Ljube Simića, Zora, Balkan, Abisinija, Zlatibor, Slavija, Takovo, Dalmatinac, Grand Hotel, Narodna gostionica, Nova narodna gostionica, Velika gostionica, Prizren, Podrinje, Tamnava, Sarajevo, Grčka kraljiva, Zlatni Prag, Srpska kruna, Deligrad, Gradska pivnica, Petrovgrad, Fruška gora, Kafana Bože Ivanovića, Kafana Tomića, Tunel, Fruška gora, Prnjavor, Stara Srbija, Kafana Djenića, Devet direka, Mačva, Kafana Božića, Beli orao, Mala kasina, Žirovni venca, Amerika, Jugoslavija, Ženeva, Kraljević Marko, Proleće, Tešmanovića, Bele ovce, Šumadija, Zlatna ladja, Kod "Sloge", Hotel Central, Topčider, Koceljeva, Hadžića han, Rusija, London, Tri grozda, Kriva vrba, Matroz, Kod Plemića, Stanišića, Ljočića, Devet Italijana, Bairhan, Velika Srbija, Zlatna česma, Miramare, Laf, Haljduk Veljko, Grkova kafana, Hotel Grand II, Hotel Grand III, Velika Srbija II, Zeleni venca, Port Said i tako dalje.

### Cicvarići i pesme
Za kafanu Devet direka vezuje se pesma Pošetali šabački trgovci. Pesma Rod rodila kruška ranka nad Milošićem nastala je po pričanju, izmedju ostalog i M.St.Djuričića tako što ju je ispevao Milan Šanića koji se pominje u dopevima pesme. Varijante nekih dopeva imaju na primer vlasnike kafane Šaran, "sve se potreskuje u kafani Steve Popovića". Dakle ako bi pesma bila pevana u kafani Šaran, završavala bi se sa ovakvom konkluzijom, a onda bi i dalje bila pevana u takvoj varijanti.
Autor pesme Rod rodila kruška ranka pod Milošićem je sin Lijepe Šane, Bairčanke u koju su se zaljubila dva Šabačka bega, od kojih jedan iz ljubavi joj pokloni han na Malom pijacu, po kome se posle ceo taj kraj grada, zvati Šanin šor. Cicvarići su dali značajan doprinos.